# Copelatus karnatakus
Copelatus karnatakus är en skalbaggsart som beskrevs av Kield Áxel Holmen och Vazirani 1990. Copelatus karnatakus ingår i släktet Copelatus och familjen dykare. Inga underarter finns listade i Catalogue of Life.